# Галутва, Григорий Данилович
Григо́рий Дани́лович Галутва́ (1916—2002) — майор Рабоче-крестьянской Красной Армии, участник боёв на Халхин-Голе и Великой Отечественной войны, Герой Советского Союза (1945).

## Биография
Григорий Галутва родился 14 (27) декабря 1916 года в посёлке Новокрасный Мглинского уезда Черниговской губернии (ныне Унечского района Брянской области) в крестьянской семье. Окончил шесть классов и вечернюю школу рабочей молодёжи, после чего работал кондуктором автобуса в Унече.
В октябре 1936 года Галутва был призван на службу в Рабоче-крестьянскую Красную Армию, служил командиром отделения и ответственным секретарём бюро ВЛКСМ воинской части № 5878 Белорусского военного округа. В декабре 1938 года поступил на учёбу в Ленинградское пехотное училище имени Кирова. В августе 1939 года участвовал в боях на реке Халхин-Гол, был ранен. До мая 1942 года Галутва служил помощником начальника оперативного пункта Забайкальского военного округа. В феврале 1941 года он окончил разведывательные курсы Генерального штаба. В октябре 1942 года ему было присвоено звание старшего лейтенанта. До апреля 1943 года Галутва был помощником начальника разведотдела штаба 2-го стрелкового корпуса Забайкальского фронта. В апреле — июле 1943 года он учился на курсах усовершенствования офицерского состава при военном факультете Ленинградского института иностранных языков.
С июля 1943 года — на фронтах Великой Отечественной войны. Прошёл путь от адъютанта командира стрелковой дивизии до командира стрелкового батальона. Принимал участие в боях на Западном и 3-м Белорусском фронтах. За время боёв четыре раза был ранен. Участвовал в Смоленской, Белорусской, Восточно-Прусской операциях. К июлю 1944 года старший лейтенант Григорий Галутва командовал 1-м батальоном 558-го стрелкового полка 159-й стрелковой дивизии 5-й армии 3-го Белорусского фронта. Отличился во время освобождения Литовской ССР.
10 июля 1944 года вместе со своим батальоном Галутва прорвался во вражеский тыл в районе города Лентварис и разгромил штаб немецкой дивизии. 15 июля батальон Галутвы переправился через Неман и принял участие в захвате плацдарма. 17 августа 1944 года он первым вышел к государственной границе СССР с Восточной Пруссией у города Кудиркос-Науместис. При отражении немецких контратак батальон Галутвы подбил 19 танков.
Указом Президиума Верховного Совета СССР от 24 марта 1945 года за «образцовое выполнение боевых заданий командования на фронте борьбы с немецкими захватчиками и проявленные при этом мужество и героизм» старший лейтенант Григорий Галутва был удостоен высокого звания Героя Советского Союза с вручением ордена Ленина и медали «Золотая Звезда» за номером 7194.
В сентябре 1945 года в звании майора Галутва был уволен в запас. Проживал в Москве, окончил Московский государственный педагогический институт и Академию внешней торговли. До 1979 года Галутва работал начальником отдела Министерства внешней торговли СССР. Скончался 24 ноября 2002 года, похоронен в городе Дедовске Истринского района Московской области.
Был также награждён орденами Красного Знамени, Александра Невского, Отечественной войны 1-й степени, Красной Звезды, монгольским орденом Красного Знамени, а также рядом медалей. В честь Галутвы установлена стела на Аллее Героев в Унече.